# Ciril Keržič
Ciril Keržič (partizansko ime Metod Cestnik), slovenski partizan, * 5. julij 1910, Glince, Ljubljana, † 27. avgust 1944, Kočevski Rog.
V tridesetih letih prejšnjega stoletja se je vključil v komunistično mladinsko gibanje. Član Komunistične partije Jugoslavije je postal leta 1933. Po kapitulaciji Jugoslavije je v Ljubljani organiziral osvobodilno gibanje. Konec pomladi 1942 se je pridružil narodnoosvobodilni borbi. V partizanih je bil med drugim politični komisar v Dolomitskem odredu in Gubčevi brigadi. Ob ustanovitvi Triglavske divizije 6. oktobta 1943, ki se je še isti mesec preimenovala v 26. (slovensko) divizijo, je bil imenovan za njenega političnega komisarja, po ustanovitvi 31. divizije januarja 1944 pa do odhoda na tečaj partijske šole Centralnega komiteja Komunistične partije Slovenije na Kočevskem Rogu, pa je bil politični komisar 31. divizije.